# Дибров, Филипп Давыдович
Филипп Давыдович Дибров (1915—1996) — полковник Советской Армии, участник Великой Отечественной войны, Герой Советского Союза (1945).

## Биография
Филипп Дибров родился 11 октября 1915 года в селе Пискуновка (ныне — Славянский район Донецкой области Украины) в крестьянской семье. Украинец  Окончил семь классов школы, затем школу фабрично-заводского ученичества, после чего работал машинистом станционных машин на заводе «Красный химик» в городе Славянске. В 1936—1938 годах проходил службу в Рабоче-крестьянской Красной Армии, служил в отдельной дивизии войск НКВД СССР в Москве. В январе 1939 года Дибров повторно был призван на службу в армию, служил в Харьковском военном округе, затем участвовал в советско-финской войне, был ранен. В сентябре 1940 года был уволен в запас. Проживал в Краматорске, работал на заводе.
В июле 1941 года Дибров был в третий раз призван в армию и направлен на фронт Великой Отечественной войны. Прошёл путь от заместителя командира автороты до командира стрелкового батальона. Принимал участие в боях на Юго-Западном, Западном, Брянском, Сталинградском, Южном, 4-м Украинском фронтах. В 1943 году окончил курсы усовершенствования командного состава. В боях два раза был ранен. К апрелю 1944 года капитан Филипп Дибров командовал батальоном 1271-го стрелкового полка 387-й стрелковой дивизии 2-й гвардейской армии 4-го Украинского фронта. Отличился во время освобождения Крыма.
10 апреля 1944 года батальон Диброва без потерь переправился через Перекопский залив и подошёл к Каркинитскому заливу. 11 апреля он одним из первых десантировался на побережье Крымского полуострова и захватил плацдарм. Противник предпринял несколько контратак, но батальон успешно отбил их, уничтожив более двух рот немецкой пехоты и взяв в плен около 200 солдат и офицеров.
Десант усиленного стрелкового батальона 1271-го полка дивизии был высажен в 5 часов 20 минут 10 апреля 1944 в районе 3 километров юго-западнее Кураевки. Этому десанту была поставлена задача форсировать Перекопский залив и не позднее 6 часов 10 апреля овладеть деревней Карт-Казак №1. Действия десанта были весьма энергичны, после высадки на берег он быстро овладел Карт-Казак №1 и вынудил противника очистить Кураевку, что во многом способствовало успешному наступлению.
Указом Президиума Верховного Совета СССР от 24 марта 1945 года за «образцовое выполнение боевых заданий командования на фронте борьбы с немецкими захватчиками и проявленные при этом мужество и героизм» капитан Филипп Дибров был удостоен высокого звания Героя Советского Союза с вручением ордена Ленина и медали «Золотая Звезда» за номером 6900.
После окончания войны Дибров продолжил службу в Советской Армии. Служил в Румынии, Болгарии, ГСВГ. В 1948 году окончил курсы «Выстрел». С ноября 1955 года был инструктором-преподавателем на курсах усовершенствования офицерского состава Киевского военного округа. В апреле 1956 года в звании подполковника Дибров был уволен в запас, в 1975 году ему было присвоено звание полковника запаса. Проживал и работал в городе Белая Церковь Киевской области Украины, скончался 8 марта 1996 года.
Был также награждён орденами Красного Знамени, Отечественной войны 1-й степени, двумя орденами Красной Звезды, а также рядом медалей.